# Демографија Азије
У Азији живи око 4.298.000.000 становника што је близу 60% укупног светског становништва.
Густина насељености износи око 87 становника по квадратном километру, међутим она варира од скоро ненасељених предела на северу Сибира и пустиња на југозападу континента до пренасељених суптропских и тропских крајева у којима живи и до 500 становника по km². Најнасељенији су делови источне Кине, полуострво Кореја, централни и јужни део јапанског острва Хоншу, Тајван, индонезијско острво Јава, Бангладеш и низије Хиндустана у северној Индији. У руском делу Азије - Сибиру живи само око 30 милиона становника, а слична ситуација је и у степским деловима средње Азије као и у пустињским деловима југозападне Азије.
Око две трећине становништва Азије припада монголоидној раси која живи на простору од Јапана до Каспијског језера и од Сибира до Индокине. Остали делови Азије су настањени претежно индоевропским народима тамније боје коже. На Малајском архипелагу живи тамнопута аустралијско-мележанска раса.
Главне религије у Азији су хиндуизам, ислам, хришћанство, будизам, конфучијанизам, таоизам и шинтоизам. Хиндуизам је распрострањен у Индији, у југоисточној и источној Азији су заступљени будизам, конфучијанизам, таоизам и шинтоизам, ислам у југозападној Азији, Пакистану, Бангладешу и Индонезији, док највише римокатолика има на Филипинима, а православаца у Русији и медитеранском делу југозападне Азије.